# 池田千鶴
池田 千鶴（いけだ ちづる、1977年 - ）は、日本の法学者。専門は経済法。神戸大学大学院法学研究科教授、日本経済法学会理事。大隅健一郎賞、公正取引協会横田正俊記念賞受賞。

## 人物・経歴
1995年大阪教育大学教育学部附属高等学校天王寺校舎卒業。1999年神戸大学法学部卒業。2000年神戸大学大学院法学研究科博士課程前期課程私法専攻退学。大学在学中旧司法試験に合格し、2001年最高裁判所司法研修所修了、神戸大学大学院法学研究科助手着任。
2004年神戸大学大学院法学研究科助教授に昇格。2005年度公正取引協会横田正俊記念賞受賞。2010年第14回大隅健一郎賞受賞。2015年神戸大学大学院法学研究科教授に昇格。この間、日本経済法学会理事、総務省情報通信審議会番号委員会専門委員、総務省情報通信行政・郵政行政審議会専門委員などを歴任。

## 著書
- 『競争法における合併規制の目的と根拠』商事法務 2008年
- 『企業結合ガイドラインの解説と分析』（川濱昇, 泉水文雄, 武田邦宣, 宮井雅明, 和久井理子と共著）商事法務 2008年
- 『競争法の理論と課題:根岸哲先生古稀祝賀』（川濵昇, 泉水文雄, 土佐和生, 泉克幸と共編）有斐閣 2013年